# 博内 (默兹省)
博内（法語：Bonnet，法語發音：[bɔnɛ] ⓘ）是法国默兹省的一个市镇，属于科梅尔西区。

## 地理
博内（48°31'21"N, 5°26'15"E）面积29.06 平方千米，位于法国大東部大區默兹省，该省份为法国西北部内陆省份，北与比利时接壤，西接马恩省和阿登省，南至上马恩省和孚日省，东临默尔特-摩泽尔省。
与博内接壤的市镇（或旧市镇、城区）包括：阿班维尔、贡德勒库尔堡、奥尔努瓦地区奥尔维尔、乌德兰库尔、巴鲁瓦地区芒德尔、里博库尔、圣茹瓦尔。

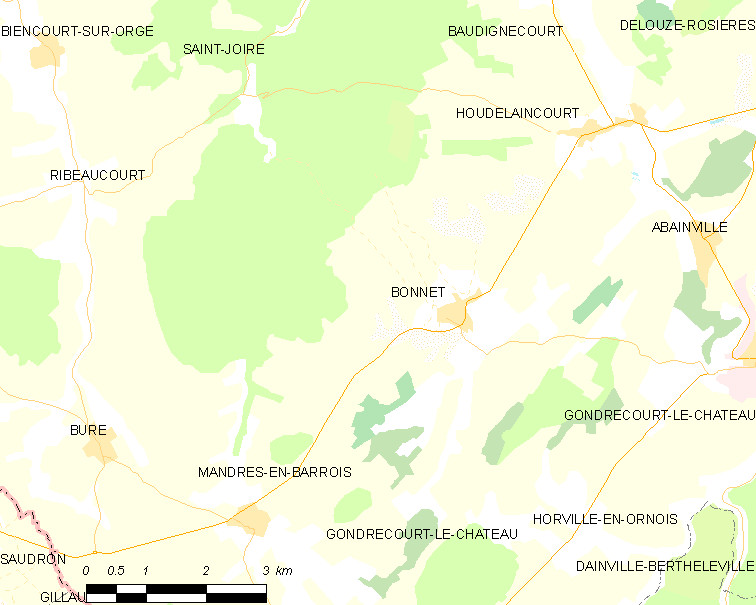
的OSM定位图

博内的时区为UTC+01:00、UTC+02:00（夏令时）。

## 行政
博内的邮政编码为55130，INSEE市镇编码为55059。

## 政治
博内所属的省级选区为利尼昂巴鲁瓦县。

## 人口

1962-2008年间人口变化图示

博内于2022年1月1日时的人口数量为181人。